# Daniel Schwaab
Daniel Schwaab (ur. 23 sierpnia 1988 w Waldkirch) – niemiecki piłkarz występujący na pozycji obrońcy w holenderskim klubie PSV Eindhoven. Były młodzieżowy reprezentant Niemiec.

## Kariera klubowa
Schwaab karierę rozpoczynał jako junior w klubie SV Waldkirch. W 2000 roku trafił do juniorskiej ekipy klubu SC Freiburg. W sezonie 2006/2007 został włączony do jego pierwszej drużyny. W jej barwach zadebiutował 9 września 2006 w wygranym 4:2 meczu Pucharu Niemiec z Delbrücker SC. 17 września 2006 przeciwko TSV 1860 Monachium (1:1) zaliczył pierwszy mecz w 2. Bundeslidze. We Freiburgu od czasu debiutu był podstawowym graczem. 14 września 2008 w wygranym 3:1 spotkaniu z FC Augsburg strzelił pierwszego gola w ligowej karierze. W sezonie 2008/2009 zajął z klubem 1. miejsce w lidze i awansował z nim do Bundesligi. Wówczas odszedł z klubu.
W lipcu 2009 roku podpisał kontrakt z innym pierwszoligowym zespołem - Bayerem 04 Leverkusen. W Bundeslidze zadebiutował 8 sierpnia 2009 w zremisowanym 2:2 pojedynku z 1. FSV Mainz 05.

## Kariera reprezentacyjna
Schwaab jest byłym reprezentantem Niemiec U-18, U-19, a od 2007 roku występuje w kadrze U-21. W 2009 roku zdobył z nią Mistrzostwo Europy U-21.